# 人體無極
《人體無極》是一套由探索頻道於北美洲在2008年3月2日首播的電視節目。其中內含分集「力量」（Strength）、「視覺」（Sight）、「智能」（Brainpower）及「感覺」（Sensation）。
這套紀錄片包含了有關身體對緊迫的反應，例如困在山洞裏或逃離山火。紀錄片由四集組成，分別討論當身體被推至極限時，會差生反應的四個方面。
- 「力量」－此集講述了當身體受壓時肌肉作出的反應。當中包含了人們如何攜帶六倍於自身的重量而同時以超過奧林匹克選手的速度奔跑。

- 「視覺」－此集講述了當處於危急情況時眼睛所作的反應。我們將看得比平日更好而且看到更多的細節。

- 「智能」－此集包括了大腦如何控制身體作出平時不會或不能完成的事情，例如如何消耗肌肉來獲得能量或迫使自己進食平日覺得噁心的食物，另亦包括發夢及清醒夢。

- 「感覺」－此集包括了我們如何對應痛楚及類似情況，以及如何透過催眠、專注或藥物等以繞過痛楚。